# 李忠献
李忠献，天津城建大学校长、教授，主要从事工程结构抗震抗爆、减灾控制与健康监测等方面的研究工作。入选中华人民共和国教育部第八批"长江学者"特聘教授，享受中国国务院政府特殊津贴。